# Cá mập sáu mang
Cá mập sáu mang (tên khoa học Hexanchus griseus) còn được gọi là cá mập bò là một trong những loài cá mập lớn nhất thế giới, và cũng là loài cá mập lớn nhất thuộc bộ Hexanchiformes (cá mập nguyên thủy) với chiều dài lên tới 5,4 m.

## Phân loài
Cá mập sáu mang thuộc chi Hexanchus, họ Hexanchidae. Nhiều loài cá trong họ gần gũi với chúng đều đã tuyệt chủng. Những loài gần gũi nhất với chúng về mặt di truyền hiện nay bao gồm cá nhám gai, cá mập Greenland và một vài loài cá mập khác. Đây là loài cá mập còn sống liên quan chặt chẽ nhất với cá mập hóa thạch, những loài cá mập tồn tại cách đây 200 triệu năm. Chúng mang những đặc điểm và đặc tính vật lý của một loài cá mập nguyên thủy.

## Mô tả

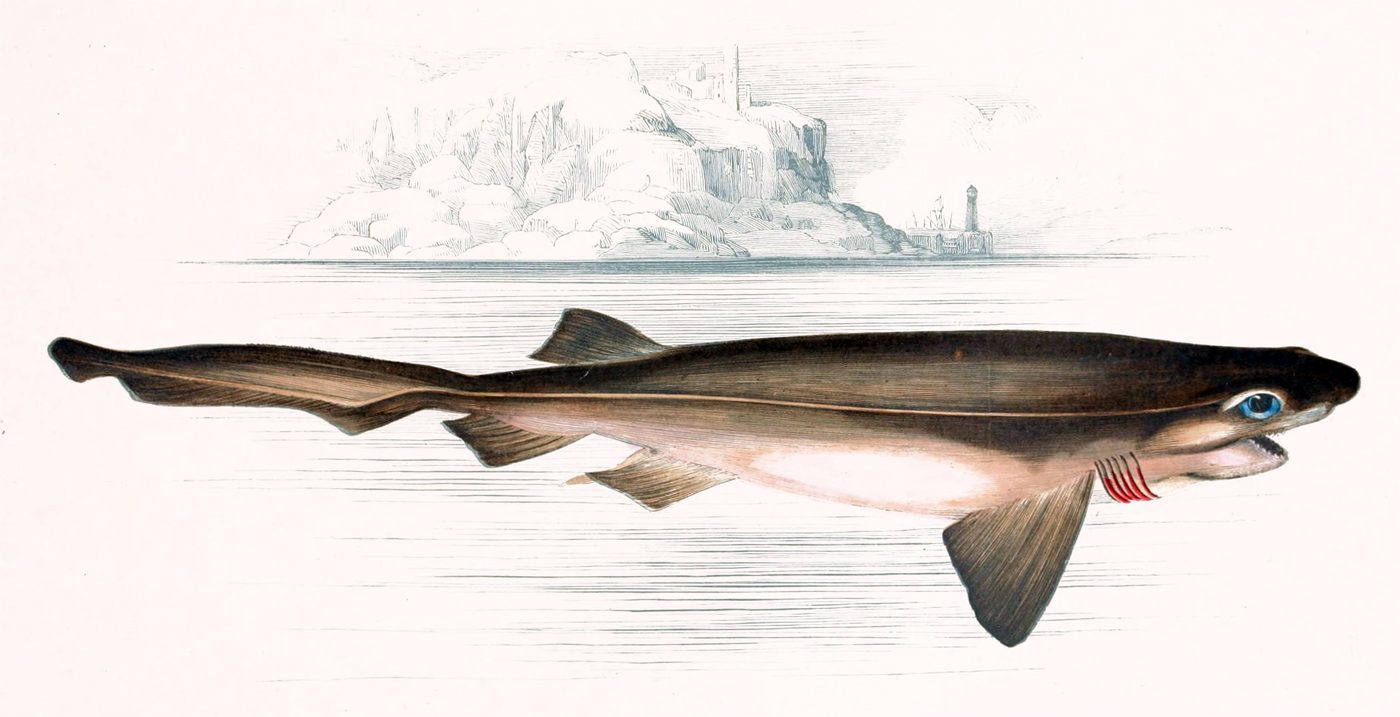
Hình vẽ một con cá mập sáu mang

Chúng có bề ngoài là màu nâu nhạt hoặc đen với một đường viền sáng chạy xuống hai bên các cạnh vây. Hai bên của chúng còn có những đốm màu tối hơn. Cơ thể của cá mập sáu mang mạnh mẽ với một cái đầu rộng và đôi mắt nhỏ. Mắt có màu sẫm và xanh lá huỳnh quang rất đẹp. Một con cá mập sáu mang trưởng thành có thể đạt kích thước lớn, con đực đạt chiều dài khoảng 3,09 - 3,3 mét còn con cái phát triển hơn với chiều dài trung bình có thể đạt 3,5 - 4,2 mét thâm chí lên tới hơn 5 mét.
Cá mập sáu mang có những đặc điểm giống với các loài cá mập nguyên thủy cách đây 200 triệu năm thuộc kỷ Jura và kỷ Trias. Có thể nói chúng là "hóa thạch sống" về loài cá mập nguyên thủy lớn nhất hiện nay. Chúng có vây lưng gần đuôi, vây ngực có cạnh tròn, rộng và đặc điểm nổi bật chính là chúng có 6 cặp khe mang ở hai bên cùng cấu tạo răng, giống với tổ tiên của chúng (cá mập tiến hóa hiện nay chỉ có 5 cặp khe mang). Người ta cho rằng chúng có cặp mang thứ sáu để giúp sống được ở những vùng biển sâu, những nơi ít không khí cho quá trình hô hấp.

## Phân bố và môi trường sống
Cá mập sáu mang sống ở những vùng nước sâu của đáy biển, có thể lên tới gần 2.000 mét. Chúng là một loài sinh vật biển sâu, hoạt động vào ban đêm (săn mồi và di chuyển vào ban đêm). Ban ngày, chúng "dạo chơi" ở những vùng biển sâu, con ban đêm chúng lên những vùng biển phía trên để kiếm ăn và lặn trở lại vùng biển sâu trước khi mặt trời lên.
Một số khu vực phân bố của loài này bao gồm: hòn Flora gần đảo Hornby hay khu vực biển thuộc công viên Whytecliff (bang British Columbia), khu vực vịnh hẹp Puget Sound, hẻm núi Monterey Canyon (Monterey, México), vùng biển bang California và một số vịnh hẹp tại Na Uy hay khu vực Địa Trung Hải.

## Thức ăn
Tuy là loài cá mập di chuyển chậm chạp nhưng khi săn mồi chúng đạt tốc độ khá cao. Do sống ở phạm vi rộng lớn nên thức ăn của cá mập sáu mang rất đa dạng bao gồm: động vật thân mềm, động vật giáp xác, một số loài có xương sống và các loài cá khác như cá cơm, cá hồi Thái Bình Dương, cá tuyết hay cá ngừ.

## Sinh sản
Quá trình sinh sản của cá mập sáu mang rất ít được biết đến. Theo một số suy đoán thì nhiều nhà sinh vật học cho rằng, con đực tán tỉnh con cái bằng cách tấn công và cắn con cái cho đến khi con cái chịu giao phối. Bằng chứng chính là những vết sẹo ở phần đầu, xung quanh khe mang có những vết răng giống với cấu tạo răng của những con đực. Trong khi tuổi trưởng thành của con cái từ 18 - 35 năm thì con đực trưởng thành sớm hơn nhiều, chỉ từ 11 - 14 năm. Mùa sinh sản của cá mập sáu mang thường là vào những tháng cuối năm. Mỗi lứa, con cái đẻ từ 22 - 108 con.